# Clorit (mineral)
Acest articol se referă la un grup de minerale. Pentru alte sensuri, vezi Clorit (dezambiguizare).
Cloriții sunt minerale din categoria silicaților și germanaților care cristalizează în sistemul monoclinic, având formula chimică generală (Mg,Fe,Mn,Ni,Zn,Al)4-6(Si,Al)4O10(OH,O)2 Atomii care sunt în paranteză pot să participe la combinații în proporții diferite, respectând însă raportul dintre elemente. Cloriții au duritatea de 2 -3 pe scară lui Mohs, urma poate fi galbenă sau albă. 

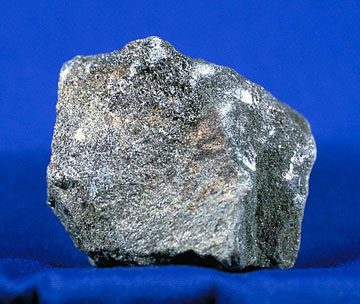
Clorit

## Diferite minerale și varietăți

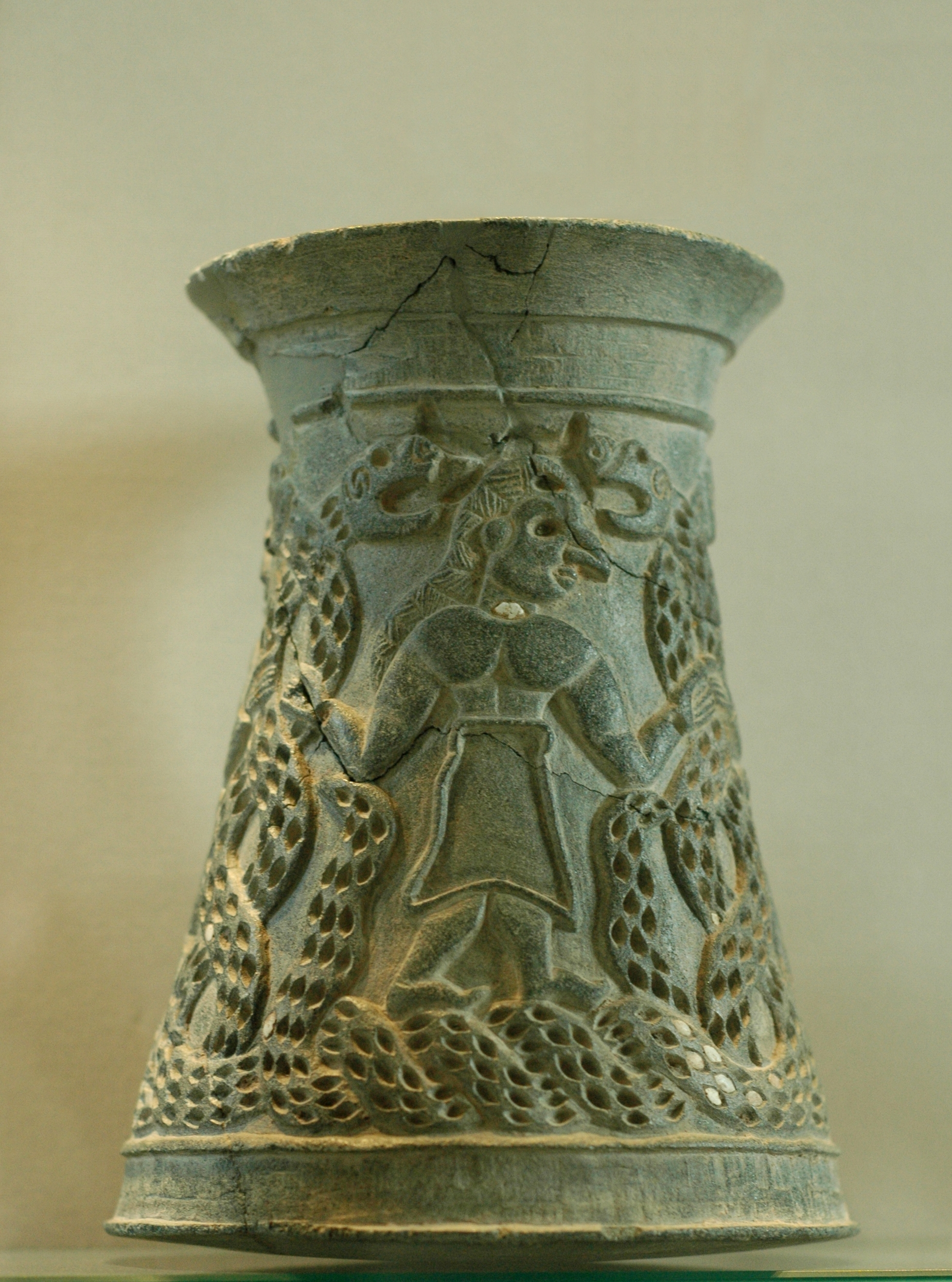
Vas din clorit găsit în Iran

- Baileychlor
- Borocookeit
- Chamosit
  - Rhipidolith (bogat în magneziu)
  - Thuringit (bogat în fier)
- Cookeit
- Donbassit
- Franklinfurnaceit
- Gonyerit
- Klinochlor
  - Delessit (bogat în fier)
  - Rhipidolith (bogat în fier)
- Manandonit
- Nimit
- Orthochamosit
- Pennantit
- Sudoit

## Răspândire
Cloriții se prezintă în general sub formă de agregate solzoase, sau cristalină, găsindu-se în roci magmatice, slab metamorfice ca și în rocile sedimentare argiloase.

## Utilizare
Din cloriți s-au obținut din cele mai vechi timpuri vase frumos ornamentate ca de exemplu cele găsite la Țepe Yahya din Iran, unele din acestea se pot vedea la muzeul Louvre.